# Trimeresurus septentrionalis
Trimeresurus septentrionalis är en ormart som beskrevs av Kramer 1977. Trimeresurus septentrionalis ingår i släktet Trimeresurus och familjen huggormar. Inga underarter finns listade i Catalogue of Life.
Arten förekommer i Bangladesh och i angränsande områden av Indien och Nepal. Honor lägger inga ägg utan föder levande ungar.